# Gezhai
Gezhai (kinesiska: 葛寨, 葛寨乡) är en socken i Kina. Den ligger i provinsen Henan, i den centrala delen av landet, omkring 130 kilometer sydväst om provinshuvudstaden Zhengzhou. Antalet invånare är 34 624. Befolkningen består av 17 515 kvinnor och 17 109 män. Barn under 15 år utgör 25,0 %, vuxna 15-64 år 65 %, och äldre över 65 år 8,0 %.
Genomsnittlig årsnederbörd är 711 millimeter. Den regnigaste månaden är september, med i genomsnitt 138 mm nederbörd, och den torraste är januari, med 5 mm nederbörd.